# Elizabeth I
Elizabeth I è una miniserie televisiva del 2005 diretta dal regista Tom Hooper.

## Trama

### Prima puntata
Inghilterra 1579: la regina Elisabetta è sul trono da venti anni e finora non ha deciso di sposarsi.
Il consiglio la invita a prendere in considerazione la proposta di matrimonio del cattolico Duca d'Anjou, fratello del re di Francia e possibile alleato in caso di guerra contro la Spagna ma la sovrana rifiuta la proposta. Solo dopo avere subito un attentato dal quale esce incolume, Elisabetta decide di procedere con l'accordo matrimoniale con il duca. Giunto in Inghilterra, Anjou viene ben accolto dalla sovrana, le cui attenzioni nei suoi confronti suscitano l'ira e la gelosia del conte di Leicester, il quale da lungo tempo è innamorato di lei. Scoperto che Leicester si è sposato segretamente con Lady Essex la regina lo allontana dalla corte e poi, capito che il popolo inglese non vuole che lei sposi un cattolico, decide a malincuore di rifiutare le nozze con il duca e lo rimanda in Francia.
Sette anni dopo il papa scomunica Elisabetta e dichiara che per ogni buon cattolico ucciderla non è un assassinio; alla luce di questo evento Filippo II di Spagna prepara una flotta di navi per invadere l'Inghilterra e, una volta uccisa la sovrana, porvi sul trono la di lei cugina cattolica, Maria Stuarda, regina di Scozia. Elisabetta richiama a corte Leicester e insieme a lui si reca dalla cugina per cercare di persuaderla a non congiurare più contro di lei. Dal canto suo Maria si dichiara completamente estranea ai vari complotti. Elisabetta, venuta in possesso di prove inconfutabili che confermano il coinvolgimento della cugina in una serie di complotti, ordina che Maria sia processata e, dopo un lungo periodo di esitazione, si decide a mandarla a morte.
La decapitazione di Maria Stuarda spinge Filippo di Spagna a invadere l'Inghilterra con la sua Invincibile Armata, la quale viene completamente distrutta dagli inglesi. Per Elisabetta è la più grande vittoria militare e politica del suo regno, ma poco dopo la sconfitta della flotta spagnola, il conte di Leicester muore.

### Seconda puntata
Inghilterra, 1589: la regina Elisabetta inizia a innamorarsi del molto più giovane conte di Essex, figliastro del defunto Conte di Leicester.
Intanto il consiglio la convince a inviare un esercito in Portogallo per liberarlo dagli spagnoli invasori e per riporvi sul trono il legittimo sovrano. Essex, contrariamente agli ordini della regina che lo vuole accanto a sé a Londra, si imbarca per Lisbona; ma nonostante la sua audacia in battaglia la spedizione si rivelerà un fallimento.
Essex, tornato in Inghilterra, chiede alla regina un seggio nel Consiglio e lei glielo concede. Un giorno, mentre sta parlando al Parlamento, la sovrana sviene e si sospetta un tentativo di avvelenamento. Francis Bacon avvicina Essex e lo informa di essere in possesso di prove che attestano che il dottor Lopez ha tentato di uccidere la sovrana su ordine degli spagnoli. Il Conte informa la regina, la quale ordina di arrestare e giustiziare il suo medico.
Elisabetta, quando scopre che la sua dama di compagnia Frances Walsingham aspetta un figlio da Essex, va su tutte le furie con il conte, che così perde tutti i favori della sovrana. Nonostante tutti i tentativi fatti dal giovane per essere perdonato la regina deciderà di perdonarlo solo a patto che egli si sposi con Frances.
Poco dopo la morte di Sir Francis Walsingham Elisabetta viene a conoscenza che a corte c'è una persona che scrive lettere al re Giacomo VI di Scozia inneggiandolo come futuro re d'Inghilterra e, temendo che si tratti di Essex, decide di incontrarsi con il sovrano scozzese per assicurarsi che egli non abbia alcuna apertura verso i nobili della corte inglese. Quando Essex giura alla regina di non aver scritto alcuna lettera al re di Scozia, la sovrana per ricompensarlo della sua fedeltà lo nomina a capo di un esercito inglese che sarà inviato alla conquista di Cadice. Essex sconfigge gli spagnoli a Cadice e torna a Londra dove viene accolto trionfalmente ed acclamato dal popolo suscitando così le ire e le invidie della regina.
Quando Essex si ribella a uno schiaffo datogli dalla regina sguainando la spada, lei lo caccia dalla corte. Nel corso del funerale di Lord Burghley, Essex viene perdonato dalla regina, la quale lo invia con un esercito in Irlanda contro i ribelli cattolici capitanati dal Conte di Tyron. Una notte di molti mesi dopo Essex fa ritorno in Inghilterra dopo avere concluso una tregua con Tyron contro il volere della sovrana. Il conte, confinato nel suo palazzo per ordine della sovrana, riesce a fuggire e inizia a marciare con il suo esercito contro il palazzo reale. Essex, arrestato e processato per tradimento, viene condannato a morte e decapitato.
Poco tempo dopo la regina tiene un discorso al Parlamento ribadendo il suo grande amore per il popolo.
Alcuni anni dopo, dopo essere stata per molto tempo senza parlare né toccare cibo, Elisabetta chiede a una sua dama di chiamarle un prete perché ha intenzione di morire.